# زولتسبورگ
شهر زولتسبورگ (به آلمانی: Sulzburg) در ایالت بادن-وورتمبرگ در کشور آلمان واقع شده‌است.